# Anepsion rhomboides
Espèce
Synonymes
- Epeira rhomboides L. Koch, 1867

Anepsion rhomboides est une espèce d'araignées aranéomorphes de la famille des Araneidae.

## Distribution
Cette espèce est endémique des Samoa. Elle se rencontre sur Upolu et Savai'i.

## Publication originale
- L. Koch, 1867 : Beschreibungen neuer Arachniden und Myriapoden. II. Verhandlungen der Kaiserlich-Königlichen Zoologisch-Botanischen Gesellschaft in Wien, vol. 17, p. 173-250.